# Inmaculada Concepción (Catedral de Orense)
La Inmaculada Concepción es una obra anónima realizada en 1778. Está ubicada en la Catedral de Orense (Galicia, España).

## Historia

### Imagen

#### Origen
Según consta en los acuerdos del 8 de febrero de 1656, del 3 de junio de 1658 y del 27 de enero de 1659,: 128  Mateo de Prado recibió en 1658 el encargo por parte del cabildo catedralicio, en cumplimiento de la voluntad testamentaria del deán Antonio Sotelo y Novoa, de un retablo y dos imágenes: una talla de San Antonio Abad para el ático (existente a comienzos del siglo xx y hoy perdida) y una imagen a tamaño natural de la Imaculada Concepción para la hornacina principal, actualmente ubicada en el Museo Catedralicio:

[...] mando que después de cumplidas las mandas y legatos de este mi testamento, todos los dichos mis bienes de Suso de Lavados y los demás así muebles como raíces, derechos y acciones que al presente tengo y quedaren al tiempo de mi fallecimiento, con más la dicha viña da Cuña y casa de la rua das Chousas, que dejo por los días de su vida a la dicha María Alvarez, mi criada, todos ellos se gasten y distribuyan por mi alma y la de los señores Alonso de Novoa de Espinosa y Doña Ana Correa, mis padres [...] en la forma y manera siguente:

Primeramente quiero, mando y es mi voluntad que se edifique una capilla que sea una de las que se van haciendo en la obra del trascoro de dicha Iglesia [...] la cual se haga en honor y reverencia de la Virgen María y su Santísima y Purísima Concepción sin mácula de pecado original para que se sirva y tenga por bien de rogar y suplicar a Nuestro Señor Dios Jesucristo su bendito Hijo que por los méritos y sufragios de su Santísima Pasión me perdone todas mis culpas y pecados y lleve mi alma a su santa gloria [...] mando que llegados los dichos mis bienes que así dejo la dicha mi Capilla [...] se haga el retablo y rejas para la dicha Capilla con la insignia de Nuestra Señora de la Concepción y del Señor San Antonio [...] Ytem dejo por mis cumplidores y albaceas a los Sres. Deán y Cabildo y al dicho Regidor Juan de Losada y Novoa, mi sobrino [...].: 59 : 124 

El retablo actual, sufragado por el deán Antonio Francisco Salgado y Vergara, quien está sepultado en la capilla, data de 1778 y fue creado para reemplazar al original, considerablemente deteriorado a causa de la humedad al igual que las imágenes de San Antonio y la Inmaculada Concepción, lo que motivó a su vez el encargo de nuevas tallas, siendo la de San Antonio reemplazada por una de distinta advocación. Junto con el retablo y las imágenes se dispuso una lámpara de plata, siendo el aceite de la misma costeado con 4000 reales de vellón dejados por Salgado en 1790, mientras que el pavimento de mármol fue financiado con la herencia de Ramón Rodríguez Estévez, doctoral de la seo.: 128  Los problemas de humedad no afectaron únicamente a esta capilla sino a todas las del deambulatorio por el hecho de hallarse esta parte de la catedral a un nivel inferior con respecto al pavimento exterior. De acuerdo con una queja del cabildo con fecha del 7 de septiembre de 1709:

Acordose que respecto el señor obispo acaba la visita de la catedral y hay las capillas del trascoro que están muy mal reparadas y otros a que pretenden derecho algunos seglares, que el señor Amoeiro instruía a su Ilustrísima de ello y otras fundaciones para que se dé cumplimiento a su reparo y se asiente la obligación para quien está su adorno y se acompañe del señor Salamanca.

#### Atribución
Se afirma que la imagen, una de las seis estatuas dedicadas a la Inmaculada Concepción que se conservan en la catedral, fue encargada al escultor Luis Salvador Carmona poco después de la construcción del retablo. No obstante, la talla tuvo que ser comisionada a miembros de su taller o a escultores ligados a su círculo artístico puesto que Carmona murió en 1767, más de diez años antes de la elaboración del retablo, aunque la imagen también podría formar parte del catálogo de Juan Pascual de Mena, siendo habitual que exista confusión entre ambos sobre la autoría de sus respectivas obras. José Hervella Vázquez, Ramón Yzquierdo Perrín y Miguel Ángel González García la relacionaron en 1993 con Carmona y su taller, encuadrando su factura aproximadamente en el periodo 1765-1775: 126  (aunque en 2013 González García situaría erróneamente la hechura tanto del retablo como de la talla en 1790), y destacando los tres autores su gran parecido a nivel estilístico con la Virgen del Rosario de la Iglesia de Santa Marina de Oxirondo (Vergara), obra de Carmona.: 126  Pese a que la datación propuesta por Hervella Vázquez, Yzquierdo Perrín y González García hace posible la factura de la imagen por Carmona, resulta sin embargo muy poco probable su autoría o siquiera una mínima intervención del escultor ya que a partir de 1764 se vio aquejado de graves problemas de salud, pues de acuerdo con fuentes contemporáneas, se encontraba «tan poseído de melancolía que apenas puede dar golpe». Sumado a este estado de depresión, el cual lo acompañaría hasta su muerte, el artista sufría de ceguera, por lo que en 1765 se vio obligado a jubilarse de su puesto en la Real Academia de Bellas Artes de San Fernando, permaneciendo prácticamente inactivo los tres últimos años de su vida.: 4–5  Contrario a la opinión de Hervella Vázquez, Yzquierdo Perrín y González García, Jesús Urrea Fernández considera que la talla debe ser descartada como obra de Carmona del mismo modo que la Virgen del Rosario venerada en la Iglesia de San Pedro de Limpias (Cantabria), en su momento adjudicada al escultor por Juan José Martín González y Julio Juan Polo Sánchez, postura que también comparte María Concepción García Gainza.: 59 

### Capilla

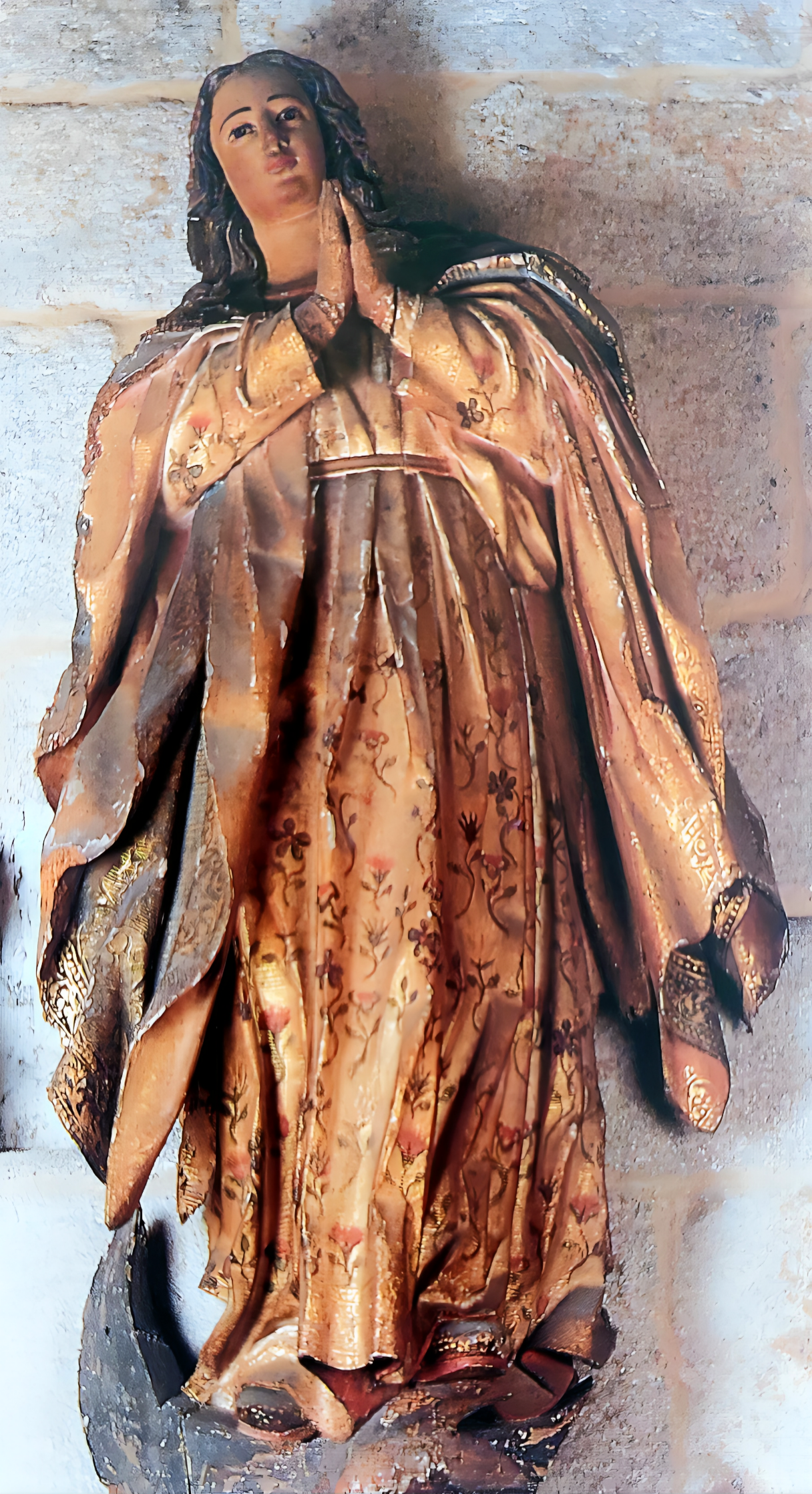
Inmaculada Concepción (1658), por Mateo de Prado. Museo Catedralicio de Orense.

La construcción del deambulatorio de la seo, en cuya zona central se encuentra la capilla, supuso la modificación del triple ábside original del testero, obra imprescindible para la yuxtaposición de esta área del templo. El principal cometido de dicha labor fue la instalación de una serie de capillas así como de ventanales en la sección superior para dotar de iluminación a la girola, todo ello acorde a la traza de Simón de Monesterio, cuya muerte afectó seriamente a la conclusión de la reforma, la cual, además de variar por completo la primitiva planta de la catedral y de provocar la total e irreparable destrucción de la antigua cabecera (pérdida lamentada por Manuel Sánchez Arteaga), no buscó armonizar la arquitectura grecorromana con la románica original de los siglos xii y xiii.: 101  Inicialmente estaba proyectada la construcción en esta parte de un pequeño recinto circunvalado, destinado a atrio o claustro, que se iba a extender un poco más allá de la cabecera; este espacio recibía el nombre del santo patrón de la seo, San Martín, y en él fueron sepultados numerosos prebendados, varios de los cuales contaban con monumentos o sarcófagos, albergando el resto simples lápidas con inscripciones.: 102 
En el cabildo celebrado el 15 de junio de 1615 se acordó la construcción del deambulatorio, disponiéndose cédulas en todas las partes donde hubiese oficiales con el fin de que fuesen convocados para ajustar la obra. El 18 de mayo de 1618, ante el escribano Gregorio López de Cárdenas, se otorgó la escritura de contrato entre el cabildo y Monesterio, fijándose el precio en 7400 ducados. Las obras comenzaron en 1620, año en que fueron demolidas las capillas absidales menores, dedicadas la del norte a los santos Facundo y Primitivo (anteriormente al papa San Eleuterio) y la del sur a Santa Eufemia, la cual fungía como parroquia y fue en consecuencia trasladada a la Capilla de San Juan, si bien las reliquias de la mártir permanecieron en el sarcófago original, situado en el paramento exterior sur de la capilla mayor, frente a la sacristía, mientras que las reliquias de los santos Facundo y Primitivo se dejaron en los lucillos correspondientes: uno en lo alto del muro situado junto a la puerta lateral norte de la capilla mayor y el otro en el paramento exterior sur de la Capilla del Santo Cristo (los restos de los tres mártires serían trasladados el 23 de junio de 1720 a su emplazamiento actual por disposición del obispo Juan Muñoz de la Cueva).: 102  Cinco de las siete capillas de la girola fueron levantadas siguiendo un mismo diseño, motivo por el que arquitectónicamente son idénticas y tan solo se diferencian en la decoración; las otras dos, ubicadas en los extremos, constituyen realmente arcosolios, motivo por el que son diferentes de las cinco capillas restantes además de poseer unas dimensiones mucho menores.
Respecto a la Capilla de la Inmaculada, también llamada Capilla de la Concepción o Capilla del Buen Jesús, esta fue fundada a comienzos del siglo xvii: en 1623 Sotelo y Novoa dispuso en su testamento, firmado ante el escribano Juan de Neboeiro, que sus herederos concertasen con el cabildo la compra de una de las capillas que en ese entonces se estaban construyendo en el deambulatorio de la catedral, detrás de la capilla mayor,: 126–127  ordenando que la misma fuese puesta bajo la advocación de la Purísima Concepción de Nuestra Señora y señalando que en caso de fallecer antes de construirse la capilla (como finalmente ocurrió), su cadáver debía ser sepultado donde se hallaba enterrado Aparicio de Sitien, su antecesor en el cargo de deán, y ser trasladado a la misma una vez finalizada.: 196  Para el cumplimiento de este mandato legó 500 fanegas (entre 37 500 y 62 500 kilos) de centeno que tenía guardadas en Paderne más doscientos moyos (51 600 litros) de vino almacenados en la ciudad y todo el remanente de su herencia,: 127  dejando constancia de que la capilla constituía la beneficiaria universal de sus bienes y que estos debían costear su ornamentación: «[...] instituyo por mi universal heredera la dicha mi capilla [...]».: 124  Sumado a esto, solicitó la celebración de una misa todos los sábados y responso a su final sobre su sepultura además de los oficios correspondientes al lunes de pascuilla:

[...] una misa rezada el sábado de cada semana, la cual misa ha de decir uno de los capellanes sacerdotes que hubiere en el Coro [...] y se le dé de limosna y salario por dicha misa de semana lo que sus mercedes señalaren y concertaren [...] y acabada dicha misa el capellán que la dijere dirá un responso sobre mi sepultura, por mi alma [...] los dichos señores Deán y Cabildo que se hallaren presentes a las horas y oficios divinos que se hacen cada un año la víspera y el día del Santo Cristo, que es el lunes de pascuilla, cuando se descubre y encierra el Santo Cristo, acabadas las dichas horas de víspera y día, digan por mi alma un responso sobre mi sepultura y se les dé por razón de lo susodicho todo lo que procediere del arriendo de la dicha mi casa de la Plaza de los Cueros [...].: 124 

La fábrica de la catedral percibió toda esta herencia a la muerte del deán, nombrándose como depositario de los bienes al arcediano de Varoncelle Pedro Vélez de Valdivieso. Sin embargo, la intromisión del corregidor de Orense en los asuntos y herencia de Sotelo y Novoa dio lugar a un pleito en el cual la Real Audiencia falló a favor del cabildo, lo que permitió la venta en 1633 de sus bienes en pública subasta.: 124  En varias cuentas figura que la herencia fue empleada en la obra del deambulatorio en vez de únicamente en la decoración de la capilla, cuyo patronato recayó por testamento en Juan de Losada y Novoa y sus herederos, quienes a principios del siglo xx eran los señores de la casa de Pol, si bien su poder solo alcanzaba al cumplimiento de las memorias pías y al derecho a ser sepultados en la capilla al igual que el resto de los parientes del fundador, entre los que se encuentran los marqueses de Limia en calidad de descendientes de García de Espinosa.: 127 

## Descripción

#### Imagen

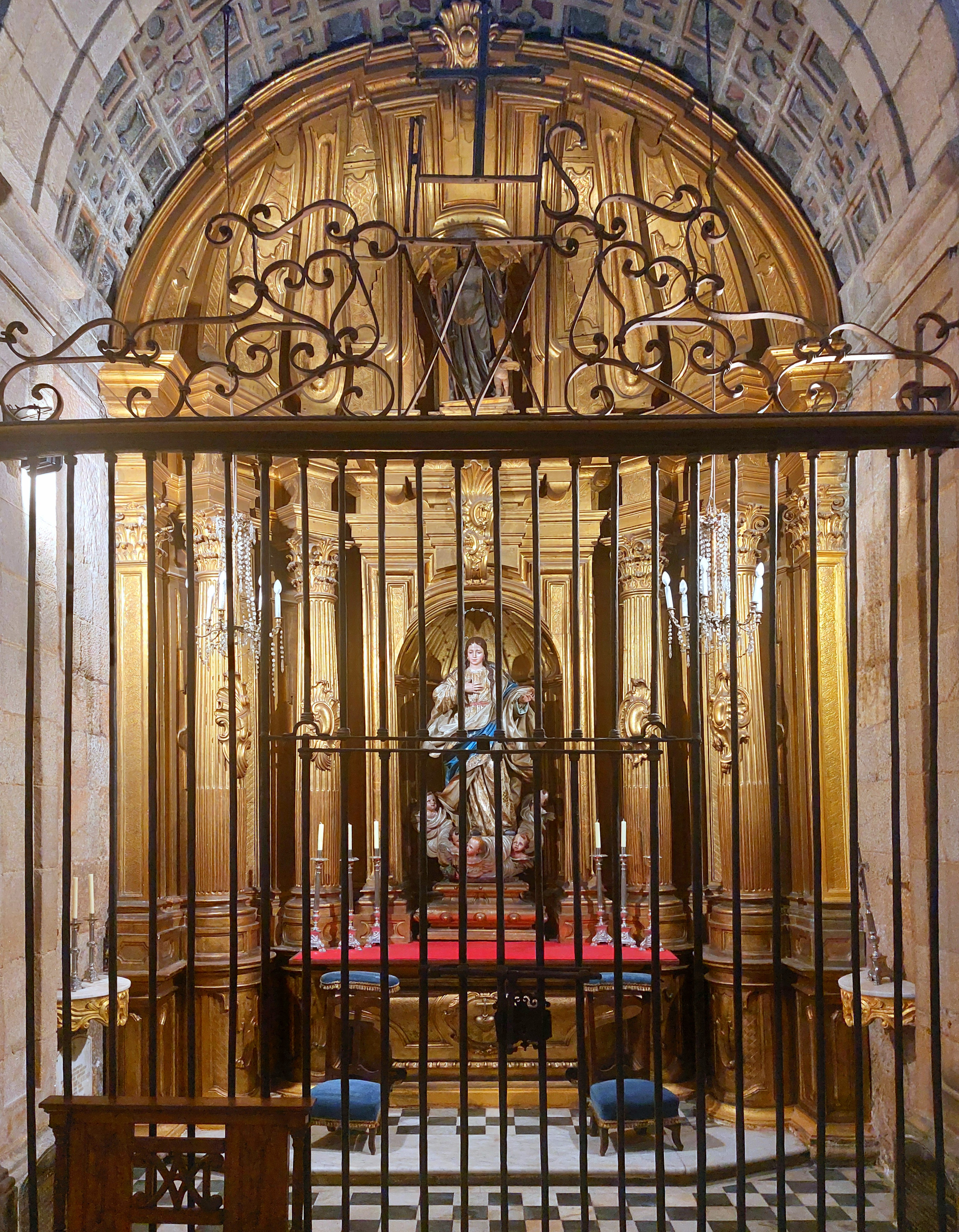
Capilla de la Inmaculada.

La imagen, de bulto redondo y a tamaño natural, representa a la Inmaculada con rostro juvenil, cabello largo y suelto, la cabeza circundada por doce estrellas en alusión a las doce tribus de Israel, la mano derecha ligeramente apoyada sobre el pecho y el brazo izquierdo extendido hacia fuera en un claro gesto retórico, con la mano abierta de forma dispensadora. La Virgen figura en contrapposto, aspecto típico en la escuela española del siglo xviii, lo que la aleja del hieratismo de las Inmaculadas de Gregorio Fernández. En lo relativo a la indumentaria, de pliegues grandes y holgados, esta imagen muestra fidelidad a los tradicionales colores marianos, portando la Virgen una túnica blanca ajustada con un ceñidor carmesí y un manto azul con estrellas, todo ello enriquecido con estampación dorada y dotado de gran movimiento. A los pies de la imagen, que como detalle poco habitual luce pendientes y calzado cerrado, la luna creciente típica de la iconografía inmaculista es reemplazada por nubes rodeadas de cinco serafines, quienes aparecen representados aplastando la cabeza de un dragón.
Considerada una escultura sobrevalorada a nivel artístico por Manuel Sánchez Arteaga,: 128  la talla, de escuela madrileña e influencia andaluza, guarda importantes similitudes con una Inmaculada realizada por Carmona en 1752 y venerada en la Catedral de Calahorra, así como con otra imagen de idéntica advocación, también de Carmona, fechada hacia 1754 y conservada en la Iglesia de San Martín de Lesaca, por lo que ambas podrían haber sido tomadas como fuente de inspiración. También guarda cierto parecido en lo que respecta a la pose y a la distribución de los pliegues de la túnica y el manto con una Inmaculada custodiada en el Monasterio de San Pedro de Alcántara en Arenas de San Pedro, atribuida a Carmona; con una Inmaculada conservada en la Universidad Complutense de Madrid, atribuida también a Carmona; y con una imagen venerada en la Iglesia de San Martín de Tours en Torrecilla en Cameros, facturada en 1759 por Pascual de Mena.: 102  Así mismo, la talla de Orense posee, aunque en menor medida, algunas reminiscencias con una Inmaculada conservada en la madrileña Iglesia de la Real Concepción de Calatrava, atribuida al taller de Carmona, y con otra Inmaculada venerada en la Iglesia de la Santísima Trinidad de Atienza, tallada por el escultor en 1757.

#### Retablo
El retablo que alberga la talla es de un cuerpo y una calle con ático. De estilo rococó, el mismo se caracteriza por ser, junto con el retablo de San Juan, el único de la catedral de tipo cascarón. Cuenta con un altar en el que destaca un relieve del Sagrado Corazón así como una piedra de ara, sobre el cual se encuentra la imagen de la Inmaculada Concepción en una hornacina avenerada de medio punto enmarcada por dos pares de columnas cilíndricas con fuste estriado y relieves de rocalla, siendo las acanaladuras más pronunciadas en el tercio inferior. Los pilares están apoyados sobre basas y coronados por capiteles corintios bajo prominentes cornisas de las cuales parte el ático, de forma semicircular en el que se halla otra hornacina de medio punto con una imagen de San Francisco de Paula vestido con el hábito de su orden y emplazado en esta capilla por ser la onomástica de Salgado, aunque Hervella Vázquez, Yzquierdo Perrín y González García la relacionaron con el obispo de Orense fray Francisco Galindo Sanz, miembro de la Orden de los Mínimos y regidor de la diócesis entre 1764 y 1769. El santo, representado como anciano, luce barba y se apoya en un bastón mientras un niño lo acompaña sujetando un plato en representación de la Caridad. En lo tocante al atuendo, viste hábito talar negro con manto o cogulla y capuchón del mismo color, prendas propias de los monjes antonianos, siendo típico en Galicia que a los pies del santo aparezca un cerdito con una campanilla colgada del cuello.: 125–126, 196 

#### Capilla
En lo que respecta a la capilla, esta es de medio punto con bóveda de casetones policromados y presenta suelo compuesto de baldosas de ajedrez en blanco y azul. Frente al retablo y a ambos lados del mismo, bajo dos lámparas votivas, se ubican dos bancos de oración realizados en madera y forrados en la parte superior e inferior con terciopelo azul en consonancia con el manto de la Inmaculada, hallándose otro banco de mayores dimensiones fuera de la capilla, en el lado izquierdo de la misma y directamente frente a la reja de entrada, coronada esta por una cruz bajo la que se halla el monograma IHS. Los muros laterales se encuentran cubiertos en fechas señaladas con tapices azules, hallándose en la parte inferior de los mismos dos placas de color negro las cuales indican el lugar de enterramiento, a izquierda y derecha respectivamente, del doctoral Rodríguez Estévez, fallecido en 1872, y de Tomás Portabales Blanco, magistral, chantre y deán de la catedral fallecido en 1904. En esta última lápida figura la siguiente inscripción:

EL MUY ILUSTRE SEÑOR
D. TOMÁS PORTABALES BLANCO
MAGISTRAL, CHANTRE Y DEÁN SUCESIVAMENTE
DE ESTA SANTA IGLESIA CATEDRAL
NATURAL DE MASIDE
FALLECIÓ CONFORTADO CON LOS SS. SACRAMENTOS
Y LA BENDICIÓN APOSTÓLICA
EL 19 DE DICIEMBRE DE 1904, A LOS 79 AÑOS DE EDAD.
DEVOTÍSIMO ESCLAVO DE LA INMACULADA CONCEPCIÓN
Y CONTINUADOR INFATIGABLE DEL ESPLENDOR DE SU CULTO
DURANTE 33 AÑOS EN ESTA MISMA CAPILLA,
MERECIÓ SER SEPULTADO A LOS PIES DE SU SEÑORA
EL 21 DEL CITADO MES Y AÑO, DÍA DE S.TO TOMÁS APÓSTOL
SU SANTO TUTELAR.
R.I.P.